# San Esteban Atatlahuca
San Esteban Atatlahuca là một đô thị thuộc bang Oaxaca, México. Năm 2005, dân số của đô thị này là 3676 người.